# Doris Fuchs
Doris Gudrun Fuchs (Villingen, 11 de junho de 1938) é uma ex-ginasta alemã, naturalizada estadunidense, que competiu em provas de ginástica artística pelos Estados Unidos.
Fuchs fez parte da equipe estadunidense que disputou os Jogos Pan-americanos de São Paulo, em 1963. Na ocasião, conquistou a medalha de ouro por equipes, ao superar as canadenses pela segunda vez consecutiva. Nas finais individuais por aparelhos, subiu ainda ao pódio novamente como primeira colocada nas barras assimétricas e repetiu o mesmo resultado na trave de equilíbrio. Ao longo da carreira, compôs a seleção que disputou os Jogos Olímpicos de Melbourne em 1956, nos quais obteve como melhor colocação o nono lugar nas disputas coletivas dos aparelhos e dos aparelhos portáteis; e o grupo que competiu no Mundial de Praga, em 1962, sem subir ao pódio.